# Pau Gayraud
Pour les articles homonymes, voir Gayraud.
Pau Gayraud (en français (Joseph) Paul (Fortuné) Gayraud), né à Sévérac-le-Château le 1er avril 1898, mort à Montpellier le 23 mars 1994, est un écrivain français de langue occitane.

## Biographie
Pau Gayraud est né à Sévérac-le-Château d'une mère modiste et d'un père négociant. Il a fait une carrière dans l'administration comme receveur de l'enregistrement en Corse puis en Lozère à Saint-Chély-d'Apcher. Pendant la Première Guerre mondiale, il a été blessé et a perdu le bras droit.
Pendant la Seconde guerre, il a joué malgré tout un rôle très actif dans la résistance. 
Son œuvre littéraire, commencée en français puis poursuivie en occitan, a pour décor les hauts plateaux du Rouergue. Il se fit connaître dès 1937 par sa revue en langue d'oc la Campano (la Cloche) dont la publication s'arrêta en avril 1938 après 10 numéros. Son œuvre, dont la saga rouergate en 4 volumes Lo vièlh estofegaire est l'élément essentiel, est forte d'une quinzaine d'ouvrages ainsi que de préfaces.

## Œuvres
- Pourtant elle t'aimait... Paris : éd. de la Jaune Académie, 1931
- Images de l'An Quarante : récits et nouvelles en langue d'oc, Rodez : éd. de La Campano, 1941
- Le commandant René, maquisard de l'Aveyron, 1945
- La guerre du brassard : maquis du Rouergue, Paris : J. Saintier, [1946]
- Lou libre del Causse ; préf. d'Enric Mouly, [s.l.] : [s.n.], 1968
- Lou segound libre del Causse, [s.l.] : [s.n.], 1970
- Lo vièlh estofegaire 1, Una filha de l'an quaranta, Vedena (84270) : Comptador generau dau libre occitan, 1975
- Lo vièlh estofegaire 2, Riqueta, Rodez : Subervie, 1978
- Lo vièlh estofegaire 3, Per las colonas de Tarn, Rodez : Subervie, 1980
- Lo vièlh estofegaire 4, La sèxòlòga, Rodez : Subervie, 1982
- L'annada 2065; ill. de la cob. Joan Dhombres, Rodés : Grelh Roergàs, 1983
- Contes e novèlas del Roèrgue, Rodés : Grelh Roergàs, 1983
- La sintaxa milhaguesa, Rodez : Subervie, 1986
- E se lo discipol aviá pas passat lo mèstre ? [s.l.] : [s.n.], 1988
- Los bilhets del Repotegaire : écrits du 6 octobre 1944 au 19 octobre 1945; édition établie par Zefir Bòsc, Sainte-Juliette-sur-Viaur : Grelh roergàs, 2013